# Zonitis fuscicornis
Zonitis fuscicornis là một loài bọ cánh cứng trong họ Meloidae. Loài này được MacLeay miêu tả khoa học năm 1872.